# Neoscaptia unipunctata
Neoscaptia unipunctata là một loài bướm đêm thuộc phân họ Arctiinae, họ Erebidae.